# NGC 4372
NGC 4372 (ou Caldwell 108) est un amas globulaire situé dans la constellation de la Mouche. Il a été découvert par l'astronome écossais James Dunlop le 26 octobre 1826.
NGC 4372 est à environ 5,8 kpc (∼18 900 al) de nous et sa taille angulaire de cet amas est égale à 18,6 minutes d'arc, ce qui, compte tenu de la distance et grâce à un calcul simple, équivaut à une taille réelle d'environ 102 années-lumière.
La métallicité de NGC 4372 est estimée à −1,88 [Fe/H] et son âge à 12,54 milliards d'années.
Cet amas globulaire de petite taille est situé à l'ouest de l'extrémité sud de la nébuleuse obscure du Petit Bidule (en) (Dark Doodad Nebula en anglais), un étroit trait noir à travers une section australe du plan de la Voie lactée. 